# Курская государственная филармония
Ку́рская областна́я госуда́рственная филармо́ния — государственное учреждение культуры в городе Курске, располагающееся по адресу: улица Перекальского, дом 1.
Вторая концертная площадка филармонии открыта в бывшем гарнизонном Доме офицеров (ранее — здание Дворянского собрания) по адресу: улица Сонина, дом 4. 

## История
Курская областная филармония образована 10 мая 1936 года постановлением обкома ВКП(б). Первоначально она занималась исключительно организацией гастролей известных исполнителей в Курске. Так, 13 октября 1936 года только что созданной филармонией было организовано выступление Ксении Дзержинской (лирическое сопрано) в сопровождении Курского симфонического оркестра под управлением Хвостова. Однако уже к 1938 году Курская областная филармония имела свой оперный ансамбль, под её управлением находился Летний театр в саду им. Первого мая и сам этот сад. Кроме этого, с 1940 года филармония имела 5 районных филиалов: Прохоровский, Томаровский, Уразовский, Чернянский и Краснояружский. В репертуаре оперного ансамбля филармонии были такие постановки, как «Евгений Онегин», «Русалка», «Травиата», «Риголетто» и другие. Спектакли в полном сценическом оформлении ставились в Курске и районных центрах, а также на гастролях в городах Донбасса, Харькове, Киеве, на Урале. Параллельно Курская филармония организовывала гастрольные концерты, в частности, скрипачей Буси Гольдштейна и Юлия Реентовича. После вынужденного перерыва, обусловленного оккупацией Курска немецкими войсками, филармония вновь начала работать в 1943 году, вскоре после освобождения города. Осуществлялись выступлениями трех собственных концертных бригад, в составе которых были Н. А. Рязанцева (руководитель, бухгалтер, конферансье и чтец), Е. П. Коротич (оригинальный жанр), С. Т. Микиртичева (певица), цирковые артисты братья Сидоровы, В. Т. Спиряев (концертмейстер, баян). Наряду с этим были организованы и гастрольные выступления Д. Ойстраха, К. Шульженко, Л. Орловой, М. Ростроповича, оркестров Л. Утесова и Э. Рознера и других. В 1946 году из управления филармонии выведен Летний театр и сад имени Первого Мая. С 1946 по 1983 год директором Курской областной филармонии был Гугелев Григорий Иосифович.
В период с 1946 по 1983 год Курская областная филармония располагалась в подвале Курского музыкального училища и занимала 4 небольшие комнаты.
10 марта 1946 в филармонии приступили к организации Русского народного хора на базе самодеятельного хора Большесолдатского района. В 1947 году коллектив исполнителей областной филармонии насчитывал 65 человек, в её состав входили Русский народный хор, филармоническая группа и три эстрадных бригады. За это время было дано 774 концерта, которые посетило 160 тысяч зрителей. Основная часть выступлений в 1940-е — 1960-е годы проводилась для тружеников села. Одновременно с этим в районах Курской области выступали концертные бригады Тульской, Воронежской, Тамбовской, Сталинградской филармоний. В свою очередь и курские артисты выезжали на гастроли за пределы области. С 1963 года в Курске и районных населённых пунктах проводили выступления три бригады со специальной детской программой.
С постройкой нового здания областного драматического театра на Театральной площади в 1983 году коллектив театра переехал в него, а Курская областная филармония разместились в освободившемся здании театра на ул. Перекальского после его ремонта.
C 1997 года Курская филармония является одной из площадок традиционного ежегодного джазового фестиваля «Джазовая провинция», проводимого в Курске в ноябре-месяце с участием лучших отечественных и зарубежных джазовых музыкантов. Фестиваль был учреждён Российским фондом культуры по инициативе курского музыканта Леонида Винцкевича и директора Курской филармонии Ольги Макаровой. В соответствии с программой фестиваля, после первых концертов, проводимых в Курске, участники «Джазовой провинции» гастролируют по городам Центрального черноземья и Поволжья и завершают фестиваль в Москве или Санкт-Петербурге.

## Здание
Здание из красного кирпича в стиле модерн, где в настоящее время располагается филармония, было построено в 1913 году для Народного дома по проекту архитектора Б. Г. Перетятковича (решение фасадов), инженера В. Г. Кулябко (планировка здания) при участии гражданского инженера Я. П. Максимовича.
Во время Первой мировой войны в части уже готовых помещений здания размещался лазарет Всероссийского Союза городов.
После Октябрьской революции Народный дом переименован в Народный Дом Совета рабочих и красноармейских депутатов. В январе 1919 года в нём был развёрнут сыпнотифозный госпиталь на 400 коек. В период Гражданской войны сгорел задний левый флигель здания, после чего оно пустовало.
23 апреля 1925 года в здании после его ремонта на средства горожан и организаций состоялось открытие клуба «Дом Ильича», в который вошли городской театр, библиотека, клуб и музей имени В. И. Ленина.
В 1926 году в здании стала работать широковещательная радиостанция.
В 1929 году клуб, музей и библиотека Дома Ильича были переведены в другие помещения, и здание полностью перешло в распоряжение городского театра.
В начале Великой Отечественной войны в здании театра разместился штаб истребительного батальона Ленинского района. После войны в 1949 году в здании была проведена реконструкция по проекту архитектора А. Г. Шуклина.
С постройкой нового здания областного драматического театра на Театральной площади в 1983 году коллектив театра переехал в него, а в этом здании после ремонта разместились Курская областная филармония и театр-студия «Ровесник».
К семидесятилетней годовщине областной филармонии в здании бывшего Народного дома был произведён ремонт. С целью улучшения акустики пол, ложи, балкон были облицованы деревом. Установлены не поглощающие звук кресла. Количество мест в зрительном зале сократилось с 618 до 500, а сцена расширилась на полтора метра вперёд. Количество гримёрных было увеличено до девяти (вместо прежних трёх). Смонтирован новый занавес. Появились новая звукоусилительная аппаратура, звуковая студия, хореографический класс, костюмерная. Преобразование претерпели фойе и буфет первого этажа, а также Пушкинское и Щепкинское (на втором этаже) фойе. В Щепкинском фойе положен паркет из шести разных пород дерева. В здании установлены хрустальные люстры и бра. Особенного внимания заслуживает большая хрустальная люстра в Щепкинском фойе, изготовленная в Чехии по специальному заказу. Открытие филармонии после продолжительного капитального ремонта состоялось в декабре 2006 года.

## Коллективы и солисты
В разные годы в филармонии работали:

### Оркестры
- Симфонический оркестр. Художественный руководитель и главный дирижёр — Игорь Сукачев. Дирижёр — Юлия Жаркова[8].
- Оркестр русских народных инструментов им. Виктора Гридина. Художественный руководитель и главный дирижёр — Павел Горбунов.
- Оркестр духовых инструментов им. Ильи Кальмана. Художественный руководитель и главный дирижёр — Эдуард Кальман[8].
- Джаз-оркестр им. Вадима Людвиковского под управлением Эдуарда Кальмана.

### Солисты-вокалисты
- Надежда Алябьева (эстрадный вокал).
- Виктор Бурцев (тенор).
- Надежда Пикуль (драматическое меццо-сопрано), Заслуженный артист РФ.
- Виктория Прохорова (народное пение), Лауреат Международного конкурса «Славянская звезда», дипломант Всероссийского конкурса «Голоса России».
- Дарья Переверзева (народное пение).
- Лилия Разинькова (эстрадный вокал).
- Светлана Саркисян (сопрано), дипломант II-го Открытого конкурса вокальной музыки им Г. В. Свиридова, лауреат Всероссийского фестиваля-конкурса им. С. В. Рахманинова, лауреат Открытого конкурса исполнителей русского романса «Романсиада без границ».
- Анна Сидоренко (эстрадный вокал).
- Ирина Стародубцева (сопрано), Заслуженная артистка РФ, лауреат II Всероссийского конкурса исполнителей русского романса, дипломант XVII Международного фестиваля-конкурса классической музыки.
- Ольга Тарабарова (эстрадный вокал). Лауреат Всероссийского конкурса исполнителей русского романса г. Владимир, гран-при международного конкурса эстрадных исполнителей г. Чернигов. Лауреат I степени всероссийского конкурса патриотической песни «Дорогой жизни названа» в номинации песни из репертуара И. Кобзона (г. Санкт-Петербург, 2021). Лауреат I премии Всероссийского конкурса исполнителей русского романса «Большая Романсиада» 2021 г., г. Москва. Лауреат Международного конкурса эстрадных исполнителей «ZLATA PRAHA!» (Прага, Чешская республика, 2021 г.)
- Ольга Чекаданова (народное пение), Лауреат I Всероссийского фестиваля-конкурса им. Н. В. Плевицкой.
- Александр Авдеев (тенор).
- Зинаида Антонова (народное пение), почётный работник культуры и искусства Курской области.
- Андрей Кружилин (эстрадный вокал).

### Солисты-инструменталисты
- Заслуженный артист РФ Виктор Хмелевской (фортепиано).
- Константин Маркелов (фортепиано).
- Олег Овчаренко (гитара)[9].
- Сергей Сидоров (баян).
- Юрий Ткачёв (баян), Заслуженный артист РФ.
- Леонид Винцкевич (фортепиано), Заслуженный артист РФ, Заслуженный деятель искусств РФ.
- Николай Винцкевич (саксофон).
- Павел Кушнир (фортепиано).

### Мастера художественного слова
- Галина Азиатцева
- Алина Воронюк
- Анастасия Шелудякова
- Валерия Федорова
- Юрий Кутафин
- Александр Швачунов
- Виктор Бобров

### Ансамбли
- Ансамбль солистов «Русская мозаика». Руководитель — заслуженный артист РФ Юрий Ткачев (баян)[9].
- Ансамбль камерной музыки «Барокко». Руководитель — Юрий Красников (контрабас).
- Вокальный ансамбль народной песни «Русский стиль». Руководитель — Виктория Прохорова[8].
- Джазовый ансамбль «Новое искусство». Художественный руководитель — Заслуженный артист РФ, Заслуженный деятель искусств РФ Леонид Винцкевич (фортепиано).
- Инструментальный ансамбль Олега Овчаренко[9][10][11].
- Вокальный ансамбль «Россы». Руководитель — Виктория Прохорова[8].

### Ансамбли танца
- Ансамбль танца курской государственной филармонии. Художественный руководитель и главный балетмейстер — Василий Башлаков.
- Ансамбль современного танца.